# Gymnothorax punctatofasciatus
Gymnothorax punctatofasciatus es una especie de pez de la familia de los morénidas en el orden de los Anguilliformes.

## Morfología
Los machos pueden llegar a alcanzar los 50,5 cm de longitud total.

## Distribución geográfica
Se encuentra en las Filipinas, Malasia, Indonesia e 
India.